# رافورد، لانکاشر
رافورد (به انگلیسی: Rufford) یک روستا و محله مدنی در بریتانیا است که در West Lancashire واقع شده‌است. رافورد ۲٬۰۴۹ نفر جمعیت دارد.